# Верхнее Огове
Верхнее Огове  (фр. Haut-Ogooué) — провинция на востоке Габона. Административный центр — город Франсвиль.

## География
Площадь составляет 36 547 км². Граничит на севере с провинцией Огове-Ивиндо, на западе с провинцией Огове-Лоло, на юге и востоке с Республикой Конго. Река Огове, на которой стоит Франсвиль, пресекает территорию провинции с севера на юг.

## Население
По данным на 2013 год численность населения составляет 250 799 человек.
Динамика численности населения провинции по годам:
| 1993    | 2013    |
| ------- | ------- |
| 104 301 | 250 799 |

## Департаменты
В административном отношении подразделяется на 11 департаментов:
- Джуэ (адм. центр — Онга) (Djoué)
- Джуори-Аньили (адм. центр — Бонговиль) (Djouori-Aguilli)
- Лекони-Леори (адм. центр — Акиени) (Lékoni-Léori)
- Лекоко (адм. центр — Бакумба) (Lékoko)
- Лембумби-Лейу (адм. центр — Моанда) (Lemboumbi-Leyou)
- Мпаса (адм. центр — Франсвиль) (Mpassa)
- Плато (адм. центр — Лекони) (Plateaux)
- Себе-Бриколо (адм. центр — Оконджа) (Sébé-Brikolo)
- Огове-Летили (адм. центр — Буманго) (Ogooué-Létili)
- Лекаби-Леволо (адм. центр — Нгуони) (Lékabi-Léwolo)
- Байи-Бриколо (адм. центр — Абуми) (Bayi-Brikolo)